# Yoon Jong-hoon
Yoon Jong-hoon (hangul: 윤종훈, RR: Yun Jong-hun) es un actor surcoreano.

## Carrera
Es miembro de la agencia "YK Media".
En el 2013 se unió al elenco recurrente de la serie Monstar donde interpretó a Shin Jae-rok, un miembro de "All For One".
En enero del 2014 se unió al elenco de la serie Emergency Couple donde dio vida al interno Im Yong-kyu.
En junio del mismo año se unió al elenco principal de la serie Only Love donde interpretó a Kim Woo-joo, el segundo dueño de un mercado de verduras y un buen hijo, que se enamora de Hong Mi-rae (Kim Ye-won), quien es mayor que él.
En octubre del mismo año se unió al elenco recurrente de la serie Misaeng (también conocida como "Incomplete Life") donde dio vida a Lee Sang-hyun, un pasante de la compañía "One International".
El 10 de febrero del 2016 realizó una aparición en la serie One More Happy Ending donde interpretó al exnovio de Go Dong-mi (Yoo In-na).
El 3 de mayo del mismo año realizó su primera aparición en la serie Another Miss Oh donde dio vida a Choi Noo-ri, un exalumno de la escuela secundaria donde asistió Oh Hae-young (Seo Hyun-jin).
En julio del mismo año se unió al elenco recurrente de la serie Age of Youth (también conocida como "Hello, My Twenties!") donde interpretó a Seo Dong-joo, el amigo de Kang Yi-na (Ryu Hwa-young).
El 3 de julio del 2017 realizó su primera aparición especial en la serie The Bride of Habaek donde dio vida a Ma Boong-yeol, un paciente de la psiquiatra Yoon So-ah (Shin Se-kyung).
Ese mismo año se unió al elenco recurrente de la serie The King in Love donde interpretó a Wang Jeon, el hermano mayor de Wang Rin (Hong Jong-hyun) y Wang Dan (Park Hwan-hee).
En enero del 2018 se unió al elenco principal de la serie Return donde dio vida al doctor Seo Jun-hee, un médico ex-asociado con Oh Tae-seok (Shin Sung-rok), Kim Hak-Beom (Bong Tae-gyu) e Kang In-ho (Park Ki-woong), quien debido a los remordimientos y la culpa sucumbe a la adicción de las drogas.
En mayo del mismo año se unió al elenco recurrente de la serie Come and Hug Me donde interpretó al amable y encantador fiscal Gil Moo-won, el hermano adoptivo de Han Jae-yi (Jin Ki-joo). El actor Jung Yoo-ahn interpretó a Moo-won de joven.
El 14 de octubre del mismo año se unió al elenco principal de la serie My Healing Love (내사랑 치유기) donde dio vida a Park Wan-seung, el inmaduro esposo de Im Chi-woo (So Yoo-jin).
El 21 de noviembre del mismo año realizó una aparición especial en la serie The Last Empress donde interpretó al hermano de Kang Joo-seung (Yoo Gun), un terrorista responsable del intento de asesinato del Emperador Lee Hyuk (Shin Sung-rok).
El 5 de septiembre del 2019 realizó por primera vez su aparición especial en la serie Rookie Historian Goo Hae-ryung donde dio vida al Príncipe Huiyeong Yi Gyeom (Ho Dam), el destronado Rey y el padre biológico del príncipe Yi Rim (Cha Eun-woo).
En octubre del mismo año se unió al elenco recurrente de la serie Extraordinary You donde interpretó al doctor Lee Jo-hwa, un cirujano cardiotorácico, así como el hermano mayor de Lee Do-hwa (Jung Gun-joo) y el médico de Eun Dan-oh (Kim Hye-yoon).
En marzo del 2020 se unió al elenco recurrente de la serie Find Me in Your Memory (también conocida como "The Way He Remembers") donde dio vida a Yoo Tae-eun, un especialista en psiquiatría.
El 26 de octubre del mismo año se unió al elenco principal de la serie Penthouse: War In Life (también conocida como "Penthouse") donde interpretó a Ha Yoon-cheol, el jefe de cirugía del departamento VIP del hospital donde trabaja, un hombre ambicioso que cree que todos deben de poseer riqueza y poder.
En abril de 2022 se unirá al elenco principal de la serie Shooting Stars donde dará vida a Kang Yoo-sung, un atractivo líder del equipo de gestión con modales amables que limpia todo tipo de líos en el trabajo.

## Filmografía

### Series de televisión
| Año     | Título                                   | Personaje                   | Notas         | Ref.          |
| ------- | ---------------------------------------- | --------------------------- | ------------- | ------------- |
| 2009    | Empress Cheonchu                         | -                           |               |               |
| 2009    | The Return of Iljimae                    | -                           |               |               |
| 2013    | Drama Special - "Sirius"                 | Amigo de Shin-Woo           |               |               |
| 2013    | Monstar                                  | Shin Jae-rok                |               |               |
| 2013    | Reply 1994                               | Kim Ki-tae                  |               |               |
| 2014    | Emergency Couple                         | Im Yong-kyu                 |               |               |
| 2014    | Her Lovely Heels                         | Choi Yun-ho                 |               |               |
| 2014    | Only Love                                | Kim Woo-joo                 | 123 episodios |               |
| 2014    | Misaeng                                  | Lee Sang-hyun               |               |               |
| 2014    | Dr. Frost                                | Kang Jin-wook               | Ep. 2         |               |
| 2015    | Misaengmul                               | Lee Sang-hyun               |               |               |
| 2015    | Unkind Women                             | Jung Goo-min (de joven)     |               |               |
| 2015    | A Daughter Just Like You                 | Baek Seon-jae               |               |               |
| 2015-16 | Riders: Catch Tomorrow                   | Kim Joon-wook               | 12 episodios  |               |
| 2016    | Chief Park on Vacation (박대리는 휴가중) | -                           |               |               |
| 2016    | Marrying My Daughter Twice               | Choi Yong-jun               |               |               |
| 2016    | One More Happy Ending                    | exnovio de Go Dong-mi       | Ep. 7         |               |
| 2016    | Another Miss Oh                          | Choi Noo-ri                 | 2 episodios   |               |
| 2016    | Let's Make a New Start                   | Lee Sun-ho                  |               |               |
| 2016    | Age of Youth (Hello, My Twenties!)       | Seo Dong-joo                |               |               |
| 2017    | The Bride of Habaek                      | Ma Boong-yeol               | 2 episodios   |               |
| 2017    | The King in Love                         | Wang Jeon                   |               |               |
| 2017    | The Best Moment To Quit Your Job         | Dae Woon                    |               |               |
| 2018    | Return                                   | Dr. Seo Jun-hee             | 34 episodios  |               |
| 2018    | Come and Hug Me                          | Gil Moo-won / Lim Tae-kyung |               |               |
| 2018    | My Healing Love                          | Park Wan-seung              | 80 episodios  |               |
| 2018    | The Last Empress                         | Hermano de Kang Joo-seung   | 2 episodios   |               |
| 2019    | Koo Hae-ryung, la historiadora novata    | Lee Kyum, príncipe Heeyoung | 7 episodios   |               |
| 2019    | Extraordinary You                        | Dr. Lee Jo-hwa              |               |               |
| 2020    | Find Me in Your Memory                   | Psic. Yoo Tae-eun           |               |               |
| 2020    | Timing                                   | Kim Bo-seok                 | 4 episodios   |               |
| 2020-21 | Penthouse: War In Life                   | Ha Yoon-cheol               |               |               |
| 2021    | Penthouse: War In Life 2                 | Ha Yoon-cheol               |               |               |
| 2021    | Penthouse: War In Life 3                 | Ha Yoon-cheol               |               |               |
| 2022    | Shooting Stars                           | Kang Yoo-sung               |               | [ 10 ]        |
| 2023    | 7 Escape                                 | Yang Jin-mo                 |               | [ 11 ] [ 12 ] |
| 2024    | El heredero ilegítimo                    | Ko Hee-chan                 |               | [ 13 ]        |

### Películas
| Año  | Título               | Personaje | Notas   |
| ---- | -------------------- | --------- | ------- |
| 2010 | Frozen Land          | Byeong-jo | (corto) |
| 2010 | Kidney Seed          | -         | (corto) |
| 2012 | Suddenly Last Summer | -         |         |
| 2022 | It’s Alright         | -         | (corto) |

### Programas de variedades
| Año             | Programa                             | Notas                                  |
| --------------- | ------------------------------------ | -------------------------------------- |
| 2012 - 2013     | All About Trend TM                   | presentador                            |
| 2016, 2018      | Video Star                           | 2 episodios - (ep. #18, 95) - invitado |
| 2019            | Busted! Season 2                     | 5 episodios - invitado                 |
| 2021            | My Little Old Boy (My Ugly Duckling) | invitado                               |
| 2021            | Running Man                          | (ep. #542) - invitado                  |
| 2021 - presente | We Won’t Hurt You                    | miembro                                |

### Aparición en videos musicales
| Año  | Intérprete(s)             | Canción         | Notas |
| ---- | ------------------------- | --------------- | ----- |
| 2012 | Lee Jong-sup              | "She's Leaving" |       |
| 2013 | Go Hyun-wook              | "Love Story"    |       |
| 2014 | Yang Hee-eun ft. Lee Juck | "Flower Vase"   |       |

### Teatro
| Año  | Obra                        | Personaje    | Notas |
| ---- | --------------------------- | ------------ | ----- |
| 2009 | Jewelry Bridge              | Ryo          |       |
| 2010 | Le Bagne (The Penal Colony) | -            |       |
| 2012 | Life                        | Lee Kwan-sul |       |

## Premios y nominaciones
| Año  | Premio               | Categoría                                             | Trabajo                | Resultado |
| ---- | -------------------- | ----------------------------------------------------- | ---------------------- | --------- |
| 2018 | SBS Drama Award      | Best Character (junto a Bong Tae-gyu y Park Ki-woong) | Return                 | Ganaron   |
| 2018 | SBS Drama Award      | Best New Actor                                        | Return                 | Nominado  |
| 2018 | MBC Drama Award      | Excellence Award, Actor in a Soap Opera               | My Healing Love        | Nominado  |
| 2020 | 28th SBS Drama Award | Excellence in Mid-Length/Long Drama                   | Penthouse: War In Life | Ganó      |